# Sophona cyanomyia
Sophona cyanomyia is een vlinder uit de familie wespvlinders (Sesiidae), onderfamilie Tinthiinae.
Sophona cyanomyia is voor het eerst wetenschappelijk beschreven door Meyrick in 1930. De soort komt voor in het Neotropisch gebied.